# 佐藤晴紀
佐藤 晴紀（さとう はるき、1986年5月21日 - ）は、日本のラグビー選手。

## プロフィール
- 神奈川県横浜市出身。
- ポジションはウィング(WTB)、センター(CTB)、フルバック(FB)。
- 身長 184cm、体重 98kg
- ニックネームはハルキ。
- 関東代表候補に選ばれたことがある[1]。
- U19日本代表候補に選ばれたことがある[2]。

## 略歴
5歳からラグビーを始めた。
2005年、東京高校卒業後、早稲田大学に入る。
2009年、早稲田大学卒業後、NTTコミュニケーションズシャイニングアークスに加入。
2017年3月、NTTコミュニケーションズシャイニングアークスを退団した。
2017年7月～、ライオンファングスに加入。